# ダイアン・ファインスタイン
ダイアン・ゴールドマン・バーマン・ファインスタイン（Dianne Goldman Berman Feinstein, 1933年6月22日 - 2023年9月29日）は、カリフォルニア州・サンフランシスコ出身のアメリカ合衆国の政治家、連邦上院議員（カリフォルニア州選出）。所属政党は民主党で、宗教的にはユダヤ教の信徒である。ユダヤ系女性として、1992年にバーバラ・ボクサー（民主党）とともに初めて連邦上院議員に選出された。
1978年から1988年までサンフランシスコ市長を務めた後、1992年に連邦上院議員に当選・就任し、死去まで務めた。ファインスタインは、アメリカ政界の歴史にいくつもの「初」を残している女性政治家であり、サンフランシスコ管理委員会議長、サンフランシスコ市長、カリフォルニア選出連邦上院議員を女性として初めて務めたほか、連邦議会上院では議事規則議院運営委員会、情報特別委員会の2つの委員会で女性初の委員長を務めている。また、2009年の大統領就任式両院合同委員長であり、委員長として司会進行役も務めた。

## 経歴

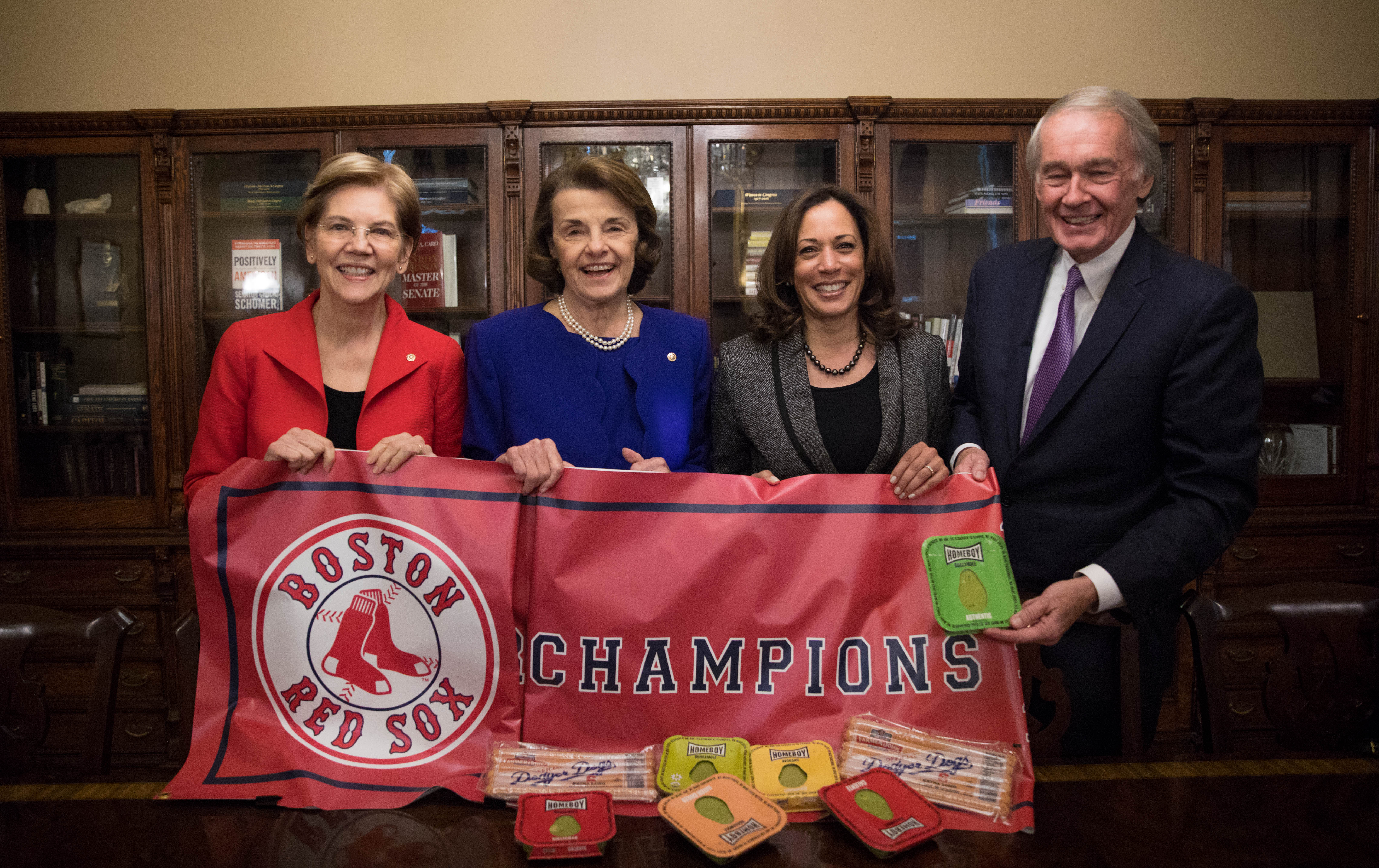
左からエリザベス・ウォーレン、ファインスタイン、カマラ・ハリス、エド・マーキー（2018年11月14日）

1933年6月22日、カリフォルニア州サンフランシスコにて、レオン・ゴールドマン（Leon Goldman）と、ベティ・ゴールドマン（旧姓:ローゼンバーグ）夫妻の間に、ダイアン・エミエル・ゴールドマン（Dianne Emiel Goldman）として生まれる。
父のレオンは、ポーランド系ユダヤ人移民の家庭に11人兄弟の1人として生まれた人物で、カリフォルニア州立大学医療センターに外科医（教授）として所属し、全国的な名声を得ていた。また母のベティは、ロシア革命勃発時にサンクトペテルブルクより移民してきた家庭に生まれた人物で、かつてはモデルとして活動していた。ちなみにファインスタインの証言によれば、母方の「ローゼンバーグ」という姓は、ドイツ系の起源を持つ姓であるという。
サンフランシスコにあるローマ・カトリック系の私立高校である“セイクリッド・ハート高校”を卒業後、1951年にスタンフォード大学に進学し、1955年に歴史学の学士号を得て卒業する。大学卒業後は地元サンフランシスコの地方検事局に就職し、翌1956年には郡検事局での同僚だったジャック・バーマン（Jack Berman）と結婚する。 バーマンとの間には1女（キャサリン）をもうけたが、3年後に離婚した。1978年11月にサンフランシスコのジョージ・モスコーニ市長とハーヴェイ・ミルク市政委員がダン・ホワイト市政委員によって殺害されると、市の規定により市政委員長だったファインスタインが市長代理に就任。一週間後には市政委員の投票により正式に市長に就任。サンフランシスコで初の女性市長だった。1990年にサンフランシスコ市長だったダイアンはカリフォルニア州知事選挙中に民主党の指名を獲得したものの、共和党の上院議員に総選挙で上院から立候補していたピート・ウィルソンに敗北した。1992年にダイアンはそのキャンペーンに関連したキャンペーンの支出を適切に報告しなかったために190,000ドルの罰金を科されている。1999年、1931年9月から48年12月までに日本による「人種・宗教・国籍・政治的見解」による迫害についての当時のアメリカ国内の調査内容を公表するための法案をアメリカ上院に提出し、2000年5月18日にファインステイン法として可決させた。2016年9月にはファインシュタインはバラク・オバマ政権のサウジアラビアに11億ドル以上の武器を売却する計画を支持した。
2018年8月にファインスタインが約20年間雇っていた中国系アメリカ人であるスタッフ(ラッセル・ロウ, Russell Lowe)が中国の情報機関である中華人民共和国国家安全部に協力する工作員であることが明らかとなった。ファインスタインは彼が中国のスパイである事にずっと気付かず、2013年にFBIから指摘された後に解雇したとしている。ラッセル・ロウはファインスタイン議員補佐官として、あるいはファインスタインの事務所から解雇された後も社会正義教育財団の事務局長として慰安婦問題で日本を非難する様々な活動をしてきた事が明らかになっている。
2021年11月に上院仮議長のパトリック・リーヒが2022年の改選に出馬しないことを表明したため、もし2023年からの新議会で民主党が多数党となった場合、民主党会派内の先任順がリーヒの次位であるファインスタインが慣例上仮議長になることとなったが、ファインスタインは仮議長を辞退することを表明した。そのため、2023年からの新議会では、多数党となった民主党会派内で先任順がファインスタインの次位にあるパティ・マレーが、女性初の仮議長に選出された。
2020年頃より、加齢によるファインスタインの認知能力の衰えが指摘されており、2023年2月にファインスタインは翌2024年の改選に出馬しないことを表明した。
2023年9月29日午前2時頃、ワシントンD.C.の自宅で死去。90歳没。

## 論争
2007年、政府契約や中国貿易で彼女の夫であるリチャード・ブラムが妻の上院議員という身分を悪用していた疑いで査察を受けていることが報道された。ファインシュタイン氏は2009年に夫の会社に業界基準よりも高い報酬率で抵当権付きの不動産を売却する契約を授与した翌日に連邦預金保険公社に250億ドルを請求する法案を提出した際に批判された。ファインスタイン夫妻は世界最大の商業用不動産会社とアメリカ郵政公社の間の疑わしい取引に関わっていたと報道された 。夫の会社に数十億ドルの軍事契約を授与していることから、上院議員の立場を乱用していると非難されている。